# Α-アミノ酪酸
α-アミノ酪酸（アルファ アミノらくさん、英: α-aminobutyric acid、AABA）は、アミノ酪酸の異性体のうちの一つ。化学式はβ-およびγ-アミノ酪酸と同じC4H9NO2である。IUPAC名は2-アミノブタン酸で、別名にブチリン、エチルグリシンなどがある。
オフタルミン酸生合成における重要中間体であり、子牛の水晶体から最初に単離された。